# Liste der Monuments historiques in Soussey-sur-Brionne
Die Liste der Monuments historiques in Soussey-sur-Brionne führt die Monuments historiques in der französischen Gemeinde Soussey-sur-Brionne auf.

## Liste der Immobilien
| Bezeichnung                    | Beschreibung                                                                         | Standort                 | Kennzeichnung | Schutzstatus | Datum | Bild           |
| ------------------------------ | ------------------------------------------------------------------------------------ | ------------------------ | ------------- | ------------ | ----- | -------------- |
| Kapelle St-Jean                | aus dem 12. Jahrhundert                                                              | südlich des Ortes (Lage) | PA00112682    | Inscrit      | 1925  | weitere Bilder |
| Château de Soussey-sur-Brionne | Donjon, 13. Jahrhundert; Corps de Logis, 16. und 17. Jahrhundert; mit dem Taubenturm | Rue du Château (Lage)    | PA00112683    | Classé       | 1984  | weitere Bilder |

## Liste der Objekte
| Bezeichnung                       | Beschreibung                                  | Standort                                   | Kennzeichnung | Schutzstatus | Datum | Bild |
| --------------------------------- | --------------------------------------------- | ------------------------------------------ | ------------- | ------------ | ----- | ---- |
| Gemälde Stiftung des Rosenkranzes | Ölfarbe auf Holz, Holzrahmen, bezeichnet 1644 | In der Kirche Nativité-de-la-Vierge (Lage) | PM21002291    | Classé       | 1967  |      |